# Rayman 2: The Great Escape
Rayman 2: The Great Escape est un jeu vidéo de plate-forme de la série Rayman, développé et édité par Ubisoft. Il est sorti sur Nintendo 64 et PC pour les fêtes de fin d'année 1999, sur Dreamcast en février 2000 puis en septembre 2000 sur PlayStation. Il a aussi été développé sur PlayStation 2 la même année sous le nom Rayman Revolution, sur Nintendo DS en 2005 sous le nom Rayman DS, sur iOS en 2010 sous le nom original puis sur Nintendo 3DS sous le nom Rayman 3D en 2011.
Rayman 2: The Great Escape marque un changement important puisque le jeu passe d'un affichage 2D à un affichage en 3D. Ce n'est pas le seul bouleversement puisque l'histoire, le monde et l'ambiance générale du jeu n'ont plus grand-chose en commun avec le premier opus, Rayman.

## Synopsis
La Croisée des Rêves est envahie par des Robots-Pirates venus de l'espace. Ils ont détruit le Cœur du Monde et réduit la population en esclavage. La plupart des esclaves sont enfermés à bord de l’Écumeur, le Vaisseau-prison du chef de l'invasion, l'amiral Barbe Tranchante. Afin de vaincre les Pirates et réparer les dommages qu'ils ont infligés à son monde, Rayman doit rassembler les 1 000 morceaux (800 dans la version PS1) appelés Lums qui composent le Cœur du Monde et réunir les quatre masques magiques qui sauront réveiller Polokus, seul être capable de détruire les envahisseurs...

## Développement

### Les débuts du projet
À la suite du succès du premier épisode, c'est en septembre 1996 que le développement de Rayman 2 débute avec une équipe de 80 personnes. Les équipes d'Ubisoft pensaient à l'origine reprendre les bases du premier opus en lui ajoutant de nouveaux éléments de gameplay, tel que la possibilité de se déplacer sur deux plans. Ce prototype est disponible en tant que bonus dans la version PS1.
Seulement avec l'arrivée des jeux en 3D, les développeurs ont jugé bon de créer une suite en 3D. C'est donc à partir d'une feuille presque blanche que les différentes équipes responsables du projet se sont lancées dans la création d'un nouvel univers en 3D pour Rayman.

### Moyens mis en place
Selon le guide officiel du jeu, le budget de Rayman 2 est trois fois supérieur à celui du premier opus et est similaire au prix d'un film d'action moyen aux États-Unis.
Le développement du jeu a duré en tout 3 ans.

### Musiques
Elles ont été composées par Éric Chevalier, elles suivent le cours de l'action au fur et à mesure que les situations évoluent. Elles font appel à des sonorités « exotiques », conférant à l'univers du jeu un aspect onirique.

### Voix originales (françaises)
- Emmanuel Garijo : Rayman
- Pierre-Alain de Garrigues : Les Ptizêtres, Polokus, les Robots-Pirates
- Christian Pelissier : Clark, Ninjaws, Froutch
- Michel Elias : Aglagl, Jano
- Jean-Claude Donda : Globox, Le vendeur du Grolgoth
- Bernard Bouillon : Barbe-Tranchante, Murfy, Sssssam
- Nathalie Homs : Ly la fée, Les bébés Globox, Uglette

### Voix anglaises
- David Gasman : Rayman, Polokus
- Christian Erickson (en) : Globox, Jano
- Kim Broderick : Ly la fée
- Douglas Rand : les Robots-Pirates, Grand Minimus
- Ken Starcevic : Admiral Razorbeard, Sssssam
- Coralie Martin : Uglette, les bébes Globox
- Allan Wenger : Clark

## Les différentes éditions
- Les versions PC Windows et Nintendo 64 sont les premières à sortir[4] :

Sur PC, le jeu demandait à l'époque une configuration relativement accessible. Il fonctionne correctement avec Windows 95, 98, 2000 et XP.
La version Nintendo 64, similaire à la version PC, est compatible avec l'Expansion Pack qui permet de jouer au jeu en haute résolution. Les sauvegardes se font sur une carte mémoire et pas directement sur la cartouche comme la majorité des jeux de la console. On note également que la version Nintendo 64 n'a pas de musique instrumentale (elles sont au format MIDI) au contraire des autres versions du jeu.
- Version Dreamcast :

Sorti un an après sur cette console, le jeu est aussi similaire à la version PC bien plus jolie mais certains environnements et la bataille finale ont été modifiés et le jeu inclut des mini-jeux bonus.
- Version PlayStation :

Le jeu sur PlayStation est sorti début 2000, un an après les versions PC et N64 et la même année que la version Dreamcast. Les graphismes sont inférieurs, le jeu dispose d'un nouveau découpage à l'intérieur de ses niveaux (certaines zones cachées ont été supprimées), la carte du monde est construite légèrement différemment et le jeu contient le prototype bonus inédit du projet en 2D. La jaquette du jeu est également inédite.
- Version PlayStation 2 (Rayman Revolution) :

Ce jeu est la version la plus aboutie de Rayman 2. Il est sorti fin 2000, pour le lancement de la console. Il reprend Rayman 2 dans une qualité graphique qui dépasse même la version PC et Dreamcast. De nouveaux niveaux sont ajoutés, d'autres sont modifiés. Il est sorti sous le nom de Rayman Revolution et, comme le jeu PS1, dispose d'une jaquette différente.
- Version Nintendo DS :

La version DS appelé Rayman DS est un portage de la version N64. Elle permet d'utiliser l'écran inférieur comme un stick virtuel pour déplacer le personnage. Cette version du jeu est sortie au lancement de la Nintendo DS en Europe, le 11 mars 2005.
- Version Nintendo 3DS :

La version 3DS appelée Rayman 3D est la dernière à sortir. Il s'agit d'un portage de la version Dreamcast et comme la version PS1, PS2 et DS, elle dispose d'une jaquette différente.
- Version iOS :

Cette version du jeu est un portage de la version Dreamcast sur iPhone/iPad/iPod Touch dont les contrôles deviennent pour le coup tactiles sur l'écran où il est disposé un bouton pour frapper, un bouton pour sauter, un joystick, un bouton pour avoir une vue à la première personne et un bouton pause.

## Postérité

### Speedrun
Rayman 2 a eu droit a plusieurs speedruns. Même s'il existe de nombreuses versions de ce speedrun, la meilleure performance a été réalisée par Lloyd Manocheese Palmer. Celui-ci a réussi la meilleure performance sur le site de référence Speed Demos Archive en finissant le jeu en 2 heures, 17 minutes et 25 secondes. Cette performance a aussi été réussie par le joueur en faisant une run Single Segment. Les run single segment ont la particularité d'être faites en une partie et sans pause dans le jeu.
Sa performance est visible sur le site de Speed Demos Archive.